# Adeodato (scultore)

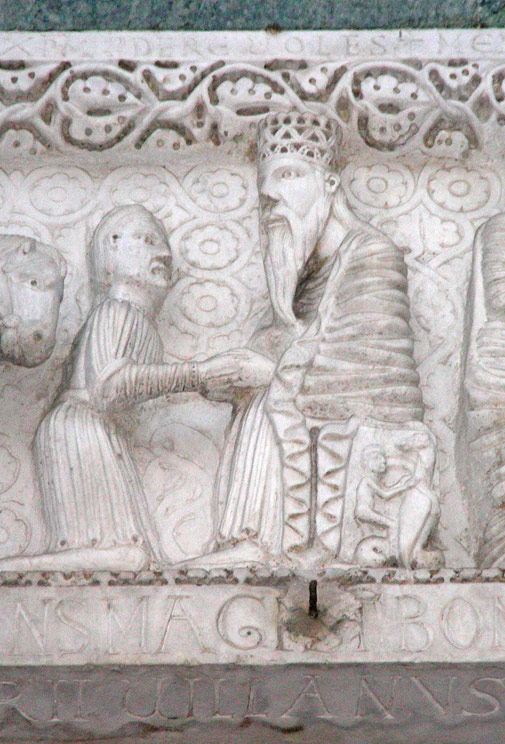
La scena di Erode, dal portale della chiesa di Sant'Andrea a Pistoia

Adeodato (Pisa?, ... – ...; fl. XII secolo) fu, con il fratello Gruamonte, uno scultore pisano, attivo a Pistoia nella seconda metà del dodicesimo secolo.

## Biografia
Negli anni '60 del XII secolo (nel 1166, secondo una datazione incisa nell'intradosso, la cui autenticità è tuttavia messa in dubbio da alcuni studiosi) collaborò con il fratello Gruamonte alla realizzazione del portale della chiesa di Sant'Andrea a Pistoia. La sua mano può forse riconoscersi nella scena Cavalcata e adorazione dei Magi, in cui i tre re Magi a cavallo si presentano a Erode, in una scena ambientata in un ricco sfondo di girali, composta in maniera paratattica, con il doppio episodio accostato al primo: le figure hanno la ieraticità tipica della produzione dell'epoca, anche se alcuni dettagli mostrano una sensibilità al dettaglio, come il lembo svolazzante della veste di uno dei Magi che allude al movimento.
Adeodato si muove nello stesso ambito stilistico di Guglielmo Pisano, ma «con caratteri di particolare rozzezza» rispetto al ben superiore spessore artistico di quest'ultimo autore, a cui si deve il primo pergamo del duomo di Pisa (ora alla Cattedrale di Cagliari).